# Andrea Poli
Andrea Poli (Vittorio Veneto, 29 settembre 1989) è un calciatore italiano, di ruolo centrocampista, svincolato.

## Caratteristiche tecniche
Centrocampista centrale utilizzato prevalentemente come mezz'ala e schierato occasionalmente nella posizione di terzino, è abile sia in fase di interdizione sia di impostazione..

## Carriera

### Club

#### Gli inizi: Treviso e Sampdoria
Cresciuto nel settore giovanile del Treviso, nella stagione 2006-2007, in Serie B, fa il suo esordio da professionista con la maglia della prima squadra, in occasione della partita interna del  2006 persa contro il Genoa per 2-3.
Il 31 gennaio 2007 la Sampdoria acquista in compartecipazione il giovane centrocampista trevigiano, lasciandolo comunque in prestito allo stesso Treviso fino al termine della stagione. In questa annata, sotto la guida di Ezio Rossi, Poli colleziona 4 presenze, di cui 3 da titolare.
In estate viene tesserato dal club genovese, per la formazione Primavera: trova comunque modo di esordire in Serie A, giocando nella trasferta di Cagliari del 4 novembre 2007. Nella squadra giovanile si aggiudica invece la Coppa Italia ed il Campionato di categoria, cui dà il proprio contributo segnando un gol nella finale contro l'Inter.

#### Prestito al Sassuolo

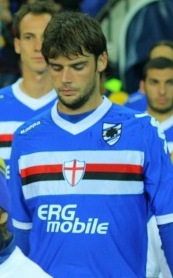
Poli con la maglia blucerchiata nel 2010

Nella stagione 2008-2009 viene ceduto in prestito al Sassuolo, in Serie B. Esordisce con la maglia neroverde il 20 settembre 2008, in occasione della partita esterna pareggiata per 1-1 contro la Triestina. Segna la sua prima rete da professionista il 4 ottobre seguente, nel corso del match giocato allo Stadio Enzo Ricci proprio contro la sua ex squadra, il Treviso; Poli entra all'83' e trafigge il portiere avversario Alex Cordaz (suo concittadino) nei minuti di recupero, siglando così il 2-0 finale. Il 7 febbraio 2009, invece, mette a segno la sua prima doppietta in carriera, durante l'incontro vinto per 2-1 in casa del Grosseto. In totale, in campionato, Poli scende in campo 32 volte (22 dal primo minuto) e segna 5 gol, collezionando anche una presenza in Coppa Italia, che vede il Sassuolo eliminato dalla Salernitana al 4º turno.

#### Ritorno alla Sampdoria e prestito all'Inter
Nel 2009 ritorna alla Sampdoria, dove viene impiegato da titolare dal tecnico Luigi Delneri in 26 apparizioni su 32 tra campionato e Coppa Italia, rendendosi protagonista dell'ottima stagione della squadra, che si classifica quarta ottenendo la qualificazione ai play-off di Champions League.
Nella stagione successiva esordisce nelle competizioni UEFA per club, in occasione della partita giocata il 18 agosto 2010 al Weserstadion contro il Werder Brema e persa per 3-1; nonostante la vittoria per 3-2 dopo i tempi supplementari nella partita di ritorno (in cui Poli non scende in campo per infortunio), i blucerchiati non passano il turno e non accedono alla fase a gironi della Champions League, bensì a quella dell'Europa League. A fine stagione, che vede la Sampdoria retrocede a sorpresa in Serie B, venire eliminata alla fase a gruppi della seconda manifestazione europea e cadere ai quarti di finale di Coppa Italia per mano del Milan, Poli colleziona in totale 27 presenze e nessun gol.
Il 29 agosto 2011 viene ufficializzato il suo trasferimento all'Inter con la formula del prestito con diritto di riscatto. Dopo aver superato un infortunio iniziale, disputa la sua prima gara con la maglia nerazzurra il 13 dicembre seguente, nella partita di campionato vinta per 1-0 contro il Genoa nel suo ex stadio. Realizza il suo primo (e ultimo) gol con la squadra milanese il 19 gennaio 2012, in occasione degli ottavi di finale di Coppa Italia vinti per 2-1 sempre contro il Genoa. Il 1º febbraio seguente tocca le 100 presenze da professionista con squadre di club, nel corso del rocambolesco 4-4 interno contro il Palermo, risultando peraltro uno dei migliori. In totale, il centrocampista trevigiano scende in campo 21 volte (18 in Serie A, 2 in Coppa Italia e 1 in Champions League) e segna 1 rete.
Nel giugno del 2012 l'Inter non esercita il diritto di riscatto e per questo motivo Poli torna alla Sampdoria per disputare la stagione 2012-2013. Il 18 novembre seguente segna il suo primo gol in assoluto in Serie A, in occasione del 105º derby di Genova vinto dalla Samp per 3-1. Chiude la sua quarta stagione complessiva in blucerchiato con 32 presenze (31 in Serie A e 1 in Coppa Italia) e 3 gol.

#### Milan
L'8 luglio 2013, in attesa dell'ufficialità del trasferimento, partecipa al raduno del Milan. L'11 luglio seguente vengono definiti gli accordi tra Milan e Sampdoria, con il centrocampista trevigiano che si trasferisce in rossonero con la formula della compartecipazione; percorso inverso per Bartosz Salamon, che passa in blucerchiato sempre in comproprietà. Per la stagione 2013-2014 decide di mantenere la maglia numero 16, indossata già ai tempi del Sassuolo e, successivamente, nella Sampdoria. Esordisce con la società milanese il 20 agosto seguente, in occasione della partita d'andata dei play-off di Champions League pareggiata per 1-1 in casa del PSV Eindhoven. Quattro giorni dopo arriva anche il suo primo gol in maglia rossonera, nel corso della prima giornata di campionato persa per 2-1 sul campo dell'Hellas Verona.
Il 9 giugno 2014 il Milan riscatta dalla Sampdoria l'intero cartellino del calciatore trevigiano. Nella stagione successiva realizza la sua prima rete il 6 gennaio 2015 nella sconfitta per 2-1 contro il Sassuolo a San Siro. Conclude la sua seconda stagione con 35 presenze e 1 rete, risultando il giocatore più impiegato nella stagione milanista.
Il 24 ottobre 2016 gli viene dato il riconoscimento per le 100 presenze in rossonero.
Il 23 dicembre, pur non scendendo in campo, vince il suo primo trofeo, la Supercoppa Italiana in finale contro la Juventus a Doha.

#### Bologna
Il 1º luglio 2017 dopo quattro stagioni in maglia rossonera passa a titolo gratuito al Bologna, firmando un contratto quadriennale. Il 15 ottobre sigla il suo primo gol in maglia rossoblu, nel 2-1 contro la SPAL. In quattro stagioni mette insieme 114 presenze e 10 gol.

#### Antalyaspor e Modena
Il 22 luglio 2021 firma un contratto triennale con i turchi dell’Antalyaspor.
L'8 agosto 2022 rescinde il contratto.
Il 29 settembre 2022 firma un contratto fino al 2023 con il Modena, tornando così in Italia.

#### Pro Sesto
All'inizio del 2024 dopo un lungo periodo d'allenamento col club, trova l'accordo con la Pro Sesto, militante in Serie C.

### Nazionale
Dopo 11 presenze e nessun gol tra Under-17 e Under-18, nel 2008 partecipa con la Nazionale Under-19 al Campionato europeo di categoria, arrivando in finale. In questo torneo Poli realizza una doppietta nella prima fase.
Dopo aver collezionato una sola apparizione con l'Under-20, l'11 febbraio 2009 esordisce con la Nazionale Under-21, sotto la guida del commissario tecnico Pierluigi Casiraghi, durante l'amichevole giocata allo Stadio Nereo Rocco di Trieste contro la Svezia (1-1). Viene quindi convocato per l'Europeo di categoria del 2009 in Svezia, dove tuttavia non viene impiegato.
Realizza il suo primo gol con l'Under-21 l'8 settembre 2009, in occasione dell'incontro valevole per le qualificazioni all'Europeo di categoria del 2011 giocato allo Stadio Silvio Piola di Novara contro il Lussemburgo (2-0).
Il 10 agosto 2012 viene convocato per la prima volta in Nazionale maggiore dal CT Cesare Prandelli; esordisce il 15 agosto seguente, a 22 anni, subentrando ad Alberto Aquilani nel corso del secondo tempo della partita amichevole persa per 2-1 contro l'Inghilterra. Il 31 maggio 2013 segna il suo primo gol con la maglia azzurra, nell'amichevole vinta per 4-0 contro San Marino. Dopo essere stato inserito nella lista dei 31 pre-convocati in vista della Confederations Cup, non è stato incluso nella selezione definitiva.

## Statistiche

### Presenze e reti nei club
Statistiche aggiornate al 29 aprile 2024.
| Stagione         | Squadra          | Campionato       | Campionato | Campionato | Coppe nazionali | Coppe nazionali | Coppe nazionali | Coppe continentali | Coppe continentali | Coppe continentali | Altre coppe | Altre coppe | Altre coppe | Totale | Totale |
| Stagione         | Squadra          | Comp             | Pres       | Reti       | Comp            | Pres            | Reti            | Comp               | Pres               | Reti               | Comp        | Pres        | Reti        | Pres   | Reti   |
| ---------------- | ---------------- | ---------------- | ---------- | ---------- | --------------- | --------------- | --------------- | ------------------ | ------------------ | ------------------ | ----------- | ----------- | ----------- | ------ | ------ |
| 2006-2007        | Treviso          | B                | 4          | 0          | CI              | 0               | 0               | -                  | -                  | -                  | -           | -           | -           | 4      | 0      |
| 2007-2008        | Sampdoria        | A                | 1          | 0          | CI              | 0               | 0               | -                  | -                  | -                  | -           | -           | -           | 1      | 0      |
| 2008-2009        | Sassuolo         | B                | 32         | 5          | CI              | 1               | 0               | -                  | -                  | -                  | -           | -           | -           | 33     | 5      |
| 2009-2010        | Sampdoria        | A                | 31         | 0          | CI              | 1               | 0               | -                  | -                  | -                  | -           | -           | -           | 32     | 0      |
| 2010-2011        | Sampdoria        | A                | 21         | 0          | CI              | 2               | 0               | UCL+UEL            | 1+4                | 0                  | -           | -           | -           | 28     | 0      |
| ago. 2011        | Sampdoria        | B                | 0          | 0          | CI              | 1               | 0               | -                  | -                  | -                  | -           | -           | -           | 1      | 0      |
| 2011-2012        | Inter            | A                | 18         | 0          | CI              | 1               | 1               | UCL                | 1                  | 0                  | SI          | -           | -           | 20     | 1      |
| 2012-2013        | Sampdoria        | A                | 31         | 3          | CI              | 1               | 0               | -                  | -                  | -                  | -           | -           | -           | 32     | 3      |
| Totale Sampdoria | Totale Sampdoria | Totale Sampdoria | 84         | 3          |                 | 5               | 0               |                    | 5                  | 0                  |             | -           | -           | 94     | 3      |
| 2013-2014        | Milan            | A                | 26         | 2          | CI              | 1               | 0               | UCL                | 10                 | 0                  | -           | -           | -           | 37     | 2      |
| 2014-2015        | Milan            | A                | 33         | 1          | CI              | 2               | 0               | -                  | -                  | -                  | -           | -           | -           | 35     | 1      |
| 2015-2016        | Milan            | A                | 18         | 0          | CI              | 6               | 0               | -                  | -                  | -                  | -           | -           | -           | 24     | 0      |
| 2016-2017        | Milan            | A                | 13         | 0          | CI              | 0               | 0               | -                  | -                  | -                  | SI          | 0           | 0           | 13     | 0      |
| Totale Milan     | Totale Milan     | Totale Milan     | 90         | 3          |                 | 9               | 0               |                    | 10                 | 0                  |             | 0           | 0           | 109    | 3      |
| 2017-2018        | Bologna          | A                | 32         | 2          | CI              | 1               | 0               | -                  | -                  | -                  | -           | -           | -           | 33     | 2      |
| 2018-2019        | Bologna          | A                | 30         | 4          | CI              | 2               | 0               | -                  | -                  | -                  | -           | -           | -           | 32     | 4      |
| 2019-2020        | Bologna          | A                | 28         | 2          | CI              | 2               | 1               | -                  | -                  | -                  | -           | -           | -           | 30     | 3      |
| 2020-2021        | Bologna          | A                | 18         | 1          | CI              | 1               | 0               | -                  | -                  | -                  | -           | -           | -           | 19     | 1      |
| Totale Bologna   | Totale Bologna   | Totale Bologna   | 108        | 9          |                 | 6               | 1               |                    | -                  | -                  |             | -           | -           | 114    | 10     |
| 2021-2022        | Antalyaspor      | SL               | 28         | 0          | CT              | 2               | 0               | -                  | -                  | -                  | ST          | 1           | 0           | 31     | 0      |
| 2022-2023        | Modena           | B                | 11         | 0          | CI              | 0               | 0               | -                  | -                  | -                  | -           | -           | -           | 11     | 0      |
| feb.-giu. 2024   | Pro Sesto        | C                | 10         | 0          | CI-C            | 0               | 0               | -                  | -                  | -                  | -           | -           | -           | 10     | 0      |
| Totale carriera  | Totale carriera  | Totale carriera  | 385        | 20         |                 | 24              | 2               |                    | 16                 | 0                  |             | 1           | 0           | 426    | 22     |

### Cronologia presenze e reti in nazionale
| Cronologia completa delle presenze e delle reti in nazionale ― Italia | Cronologia completa delle presenze e delle reti in nazionale ― Italia | Cronologia completa delle presenze e delle reti in nazionale ― Italia | Cronologia completa delle presenze e delle reti in nazionale ― Italia | Cronologia completa delle presenze e delle reti in nazionale ― Italia | Cronologia completa delle presenze e delle reti in nazionale ― Italia | Cronologia completa delle presenze e delle reti in nazionale ― Italia | Cronologia completa delle presenze e delle reti in nazionale ― Italia |
| Data                                                                  | Città                                                                 | In casa                                                               | Risultato                                                             | Ospiti                                                                | Competizione                                                          | Reti                                                                  | Note                                                                  |
| --------------------------------------------------------------------- | --------------------------------------------------------------------- | --------------------------------------------------------------------- | --------------------------------------------------------------------- | --------------------------------------------------------------------- | --------------------------------------------------------------------- | --------------------------------------------------------------------- | --------------------------------------------------------------------- |
| 15-8-2012                                                             | Berna                                                                 | Italia                                                                | 1 – 2                                                                 | Inghilterra                                                           | Amichevole                                                            | -                                                                     | 69’                                                                   |
| 21-3-2013                                                             | Ginevra                                                               | Italia                                                                | 2 – 2                                                                 | Brasile                                                               | Amichevole                                                            | -                                                                     | 66’, 82’                                                              |
| 31-5-2013                                                             | Bologna                                                               | Italia                                                                | 4 – 0                                                                 | San Marino                                                            | Amichevole                                                            | 1                                                                     |                                                                       |
| 18-11-2013                                                            | Londra                                                                | Italia                                                                | 2 – 2                                                                 | Nigeria                                                               | Amichevole                                                            | -                                                                     | 76’                                                                   |
| 9-9-2014                                                              | Oslo                                                                  | Norvegia                                                              | 0 – 2                                                                 | Italia                                                                | Qual. Euro 2016                                                       | -                                                                     | 85’                                                                   |
| Totale                                                                |                                                                       | Presenze                                                              | 5                                                                     |                                                                       | Reti                                                                  | 1                                                                     |                                                                       |

| Cronologia completa delle presenze e delle reti in nazionale ― Italia under 21 | Cronologia completa delle presenze e delle reti in nazionale ― Italia under 21 | Cronologia completa delle presenze e delle reti in nazionale ― Italia under 21 | Cronologia completa delle presenze e delle reti in nazionale ― Italia under 21 | Cronologia completa delle presenze e delle reti in nazionale ― Italia under 21 | Cronologia completa delle presenze e delle reti in nazionale ― Italia under 21 | Cronologia completa delle presenze e delle reti in nazionale ― Italia under 21 | Cronologia completa delle presenze e delle reti in nazionale ― Italia under 21 |
| Data                                                                           | Città                                                                          | In casa                                                                        | Risultato                                                                      | Ospiti                                                                         | Competizione                                                                   | Reti                                                                           | Note                                                                           |
| ------------------------------------------------------------------------------ | ------------------------------------------------------------------------------ | ------------------------------------------------------------------------------ | ------------------------------------------------------------------------------ | ------------------------------------------------------------------------------ | ------------------------------------------------------------------------------ | ------------------------------------------------------------------------------ | ------------------------------------------------------------------------------ |
| 11-2-2009                                                                      | Trieste                                                                        | Italia under 21                                                                | 1 – 1                                                                          | Svezia under 21                                                                | Amichevole                                                                     | -                                                                              | 46’                                                                            |
| 25-3-2009                                                                      | Vienna                                                                         | Austria under 21                                                               | 2 – 2                                                                          | Italia under 21                                                                | Amichevole                                                                     | -                                                                              |                                                                                |
| 31-3-2009                                                                      | Kerkrade                                                                       | Paesi Bassi under 21                                                           | 1 – 1                                                                          | Italia under 21                                                                | Amichevole                                                                     | -                                                                              | 75’                                                                            |
| 9-6-2009                                                                       | Farum                                                                          | Italia under 21                                                                | 4 – 0                                                                          | Danimarca under 21                                                             | Amichevole                                                                     | -                                                                              | 59’                                                                            |
| 12-8-2009                                                                      | San Pietroburgo                                                                | Russia under 21                                                                | 3 – 2                                                                          | Italia under 21                                                                | Amichevole                                                                     | -                                                                              | 46’                                                                            |
| 4-9-2009                                                                       | Swansea                                                                        | Galles under 21                                                                | 2 – 1                                                                          | Italia under 21                                                                | Qual. Europeo Under-21 2011                                                    | -                                                                              |                                                                                |
| 8-9-2009                                                                       | Novara                                                                         | Italia under 21                                                                | 2 – 0                                                                          | Lussemburgo under 21                                                           | Qual. Europeo Under-21 2011                                                    | 1                                                                              |                                                                                |
| 13-10-2009                                                                     | Mantova                                                                        | Italia under 21                                                                | 1 – 1                                                                          | Bosnia ed Erzegovina under 21                                                  | Qual. Europeo Under-21 2011                                                    | -                                                                              | 75’                                                                            |
| 13-11-2009                                                                     | Győr                                                                           | Ungheria under 21                                                              | 2 – 0                                                                          | Italia under 21                                                                | Qual. Europeo Under-21 2011                                                    | -                                                                              |                                                                                |
| 3-3-2010                                                                       | Rieti                                                                          | Italia under 21                                                                | 2 – 0                                                                          | Ungheria under 21                                                              | Qual. Europeo Under-21 2011                                                    | -                                                                              |                                                                                |
| 11-8-2010                                                                      | Viareggio                                                                      | Italia under 21                                                                | 2 – 2                                                                          | Danimarca under 21                                                             | Amichevole                                                                     | -                                                                              |                                                                                |
| 8-10-2010                                                                      | Rieti                                                                          | Italia under 21                                                                | 2 – 0                                                                          | Bielorussia under 21                                                           | Qual. Europeo Under-21 2011                                                    | -                                                                              | Play-off – andata, 68’                                                         |
| 12-10-2010                                                                     | Barysaŭ                                                                        | Bielorussia under 21                                                           | 3 – 0 dts                                                                      | Italia under 21                                                                | Qual. Europeo Under-21 2011                                                    | -                                                                              | Play-off – ritorno, 45+1’, 82’                                                 |
| Totale                                                                         |                                                                                | Presenze                                                                       | 13                                                                             |                                                                                | Reti                                                                           | 1                                                                              |                                                                                |

## Palmarès

### Club

#### Competizioni giovanili
- Campionato Primavera: 1

Sampdoria: 2007-2008
- Coppa Italia Primavera: 1

Sampdoria: 2007-2008

#### Competizioni nazionali
- Supercoppa italiana: 1

Milan: 2016